# 武蔵海豊
武蔵海 豊（むさしうみ ゆたか、1981年4月26日 -  ）は、愛媛県松山市出身で、藤島部屋（入門時は武蔵川部屋）所属の現役大相撲力士。本名は山崎 豊（やまさき ゆたか）。身長182.0cm、体重152.3kg、血液型はB型。自己最高位は西幕下5枚目（2014年7月場所）。

## 来歴
小学校4年生から地域のスポーツクラブ春日館が新設した松山道場の創設メンバーとして相撲の稽古を始め、同じ松山市出身で1学後輩の吐合とはしばしば稽古相手を務め合っていた。松山道場からの初めての卒業生ということもあって地元で話題となり、同じ愛媛県出身で既に三役を間近にしていた玉春日に憧れて野村高校へ進学することも検討していたが、部屋への勧誘にやってきた先代武蔵川からは「憧れているなら早く大相撲に進んだ方がいい」と口説かれ入門を決意。中学校を卒業した1997年3月場所、武蔵川部屋から初土俵を踏む。四股名は本名の「山崎」。同期入門には同部屋で幕下付出入門の武雄山、同じく幕下付出の玉力道、出羽平、北勝岩のほか、琴禮らがいる。この場所は新序1番出世とし、翌5月場所、初めて番付に名前が載る。7戦全敗も経験するなど序二段でやや苦労したが、1999年11月場所で三段目に昇格。しばらく三段目と序二段を往復することが続いたが、2001年5月場所以降は三段目に定着、2003年11月場所では幕下へ昇進する。しかし怪我のため2005年9月場所から3場所全休をし、復帰場所の2006年3月場所では序二段まで落ちていた。復帰2場所目の同年5月場所は7戦全勝で同じく全勝の大翔勇との優勝決定戦に勝ち序二段優勝。同年11月場所で幕下に復帰した。
2008年3月場所で、十両昇進の可能性がある幕下15枚目以内に昇格。同年9月場所では東幕下6枚目とするも、2勝5敗となった。余談だが、この場所の対戦相手は、既に関取を経験している者（鳥羽の山、大勇武、北勝国）か、後に関取へ昇進する者（琴国、德瀬川、森、星風）のみであった。結局、翌11月場所を最後に15枚目以内から遠ざかる。
2010年3月場所、それまで本名のままとなっていた四股名を「武蔵海」に改める。改名場所は3連勝としていたが、4番相撲で柳川に敗れた。同年9月場所後に、師匠が武蔵川親方（第57代横綱・三重ノ海）から藤島親方（元大関・武双山）へ代わったが、年寄名跡を交換しなかったため、部屋の名前が藤島部屋に変更、武蔵海も藤島部屋の所属となった。
東幕下17枚目の地位を与えられた2013年5月場所を6勝1敗の好成績で終え、翌7月場所を東幕下8枚目の地位で迎えるとこの場所の5番相撲を終えた時点で3勝2敗と好調を見せる7番相撲まで2連敗して3勝4敗の負け越しとしてしまい最高位更新はお預けとなった。2014年3月場所は西幕下24枚目で6勝1敗、翌5月場所は東幕下12枚目で5勝2敗とし、続く7月場所は最高位を西幕下5枚目まで更新した。この場所は2番相撲で不戦勝を得る幸運もあって7番相撲に勝ち越しを懸けるところまで奮戦したが惜しくも敗れて3勝4敗の負け越しに甘んじ、関取昇進とはならなかった。

## 略歴
- 初土俵：1997年3月場所
- 序ノ口：1997年5月場所
- 序二段：1997年7月場所
- 三段目：1999年11月場所
- 幕下：2003年11月場所

## 主な成績
2025年7月場所終了現在
- 通算成績：581勝570敗25休（169場所）

### 各段優勝
- 序二段優勝：1回（2006年5月場所）

| | 一月場所 初場所（東京）   | 三月場所 春場所（大阪） | 五月場所 夏場所（東京） | 七月場所 名古屋場所（愛知） | 九月場所 秋場所（東京） | 十一月場所 九州場所（福岡） |
| --- | ------------------------- | ----------------------- | ----------------------- | --------------------------- | ----------------------- | --------------------------- |
| 1997年 （平成9年） | x                         | （前相撲）              | 東序ノ口30枚目 4–3      | 東序二段186枚目 6–1         | 西序二段87枚目 4–3      | 東序二段60枚目 1–6          |
| 1998年 （平成10年） | 西序二段100枚目 2–5       | 西序二段127枚目 5–2     | 西序二段82枚目 4–3      | 東序二段56枚目 4–3          | 東序二段31枚目 1–6      | 東序二段63枚目 5–2          |
| 1999年 （平成11年） | 東序二段23枚目 4–3        | 西序二段筆頭 0–7        | 東序二段56枚目 4–3      | 東序二段32枚目 4–3          | 西序二段7枚目 4–3       | 東三段目89枚目 3–4          |
| 2000年 （平成12年） | 東序二段9枚目 4–3         | 西三段目89枚目 1–6      | 東序二段19枚目 5–2      | 西三段目83枚目 2–5          | 東序二段11枚目 5–2      | 西三段目77枚目 3–4          |
| 2001年 （平成13年） | 西三段目97枚目 1–6        | 東三段目31枚目 5–2      | 東三段目97枚目 4–3      | 東三段目78枚目 4–3          | 東三段目62枚目 4–3      | 西三段目47枚目 3–4          |
| 2002年 （平成14年） | 西三段目60枚目 4–3        | 東三段目46枚目 4–3      | 東三段目31枚目 3–4      | 西三段目44枚目 5–2          | 西三段目16枚目 3–4      | 東三段目31枚目 5–2          |
| 2003年 （平成15年） | 西三段目7枚目 3–4         | 東三段目24枚目 4–3      | 東三段目13枚目 2–5      | 西三段目37枚目 4–3          | 東三段目21枚目 5–2      | 東幕下59枚目 4–3            |
| 2004年 （平成16年） | 東幕下46枚目 5–2          | 西幕下25枚目 2–5        | 東幕下45枚目 4–3        | 西幕下37枚目 3–4            | 西幕下47枚目 5–2        | 西幕下36枚目 4–3            |
| 2005年 （平成17年） | 東幕下28枚目 5–2          | 東幕下16枚目 0–7        | 西幕下51枚目 5–2        | 東幕下32枚目 2–4            | 西幕下48枚目 休場 0–0–7 | 西三段目28枚目 休場 0–0–7   |
| 2006年 （平成18年） | 西三段目88枚目 休場 0–0–7 | 西序二段48枚目 5–2      | 東序二段11枚目 優勝 7–0 | 西三段目19枚目 4–3          | 東三段目4枚目 5–2       | 東幕下48枚目 2–5            |
| 2007年 （平成19年） | 西三段目9枚目 6–1         | 東幕下34枚目 4–3        | 西幕下29枚目 1–6        | 東幕下56枚目 6–1            | 東幕下25枚目 2–5        | 東幕下39枚目 4–3            |
| 2008年 （平成20年） | 西幕下31枚目 5–2          | 西幕下14枚目 5–2        | 東幕下7枚目 3–4         | 西幕下11枚目 5–2            | 東幕下6枚目 2–5         | 西幕下14枚目 3–4            |
| 2009年 （平成21年） | 西幕下21枚目 2–5          | 西幕下38枚目 4–3        | 西幕下31枚目 3–4        | 西幕下40枚目 4–3            | 東幕下33枚目 3–4        | 西幕下42枚目 4–3            |
| 2010年 （平成22年） | 東幕下36枚目 3–4          | 西幕下42枚目 5–2        | 東幕下28枚目 3–4        | 東幕下39枚目 3–4            | 東幕下46枚目 3–4        | 東幕下56枚目 4–3            |
| 2011年 （平成23年） | 東幕下48枚目 3–4          | 八百長問題 により中止   | 東幕下56枚目 3–4        | 東幕下59枚目 4–3            | 西幕下48枚目 5–2        | 西幕下37枚目 4–3            |
| 2012年 （平成24年） | 西幕下32枚目 4–3          | 西幕下24枚目 2–5        | 東幕下43枚目 4–3        | 西幕下34枚目 5–2            | 西幕下23枚目 2–5        | 西幕下38枚目 3–4            |
| 2013年 （平成25年） | 西幕下47枚目 5–2          | 東幕下30枚目 5–2        | 東幕下17枚目 6–1        | 東幕下8枚目 3–4             | 東幕下14枚目 2–5        | 西幕下27枚目 5–2            |
| 2014年 （平成26年） | 東幕下17枚目 3–4          | 西幕下24枚目 6–1        | 東幕下12枚目 5–2        | 西幕下5枚目 3–4             | 西幕下9枚目 2–5         | 東幕下22枚目 2–5            |
| 2015年 （平成27年） | 東幕下44枚目 4–3          | 東幕下36枚目 4–3        | 東幕下32枚目 5–2        | 西幕下17枚目 1–6            | 東幕下41枚目 4–3        | 東幕下34枚目 3–4            |
| 2016年 （平成28年） | 東幕下40枚目 3–4          | 西幕下47枚目 5–2        | 西幕下27枚目 2–5        | 東幕下44枚目 3–4            | 東幕下55枚目 3–4        | 西三段目8枚目 5–2           |
| 2017年 （平成29年） | 西幕下44枚目 2–5          | 西三段目5枚目 5–2       | 西幕下47枚目 1–2–4      | 西三段目22枚目 3–4          | 東三段目45枚目 5–2      | 東三段目16枚目 4–3          |
| 2018年 （平成30年） | 西三段目4枚目 3–4         | 西三段目15枚目 4–3      | 西三段目5枚目 4–3       | 西幕下56枚目 1–6            | 東三段目25枚目 1–6      | 西三段目60枚目 4–3          |
| 2019年 （平成31年 /令和元年） | 西三段目41枚目 5–2        | 西三段目13枚目 4–3      | 西三段目筆頭 2–5        | 東三段目28枚目 3–4          | 東三段目43枚目 3–4      | 東三段目57枚目 4–3          |
| 2020年 （令和2年） | 西三段目40枚目 3–4        | 西三段目56枚目 5–2      | 感染症拡大 により中止   | 西三段目27枚目 2–5          | 東三段目46枚目 2–5      | 西三段目70枚目 4–3          |
| 2021年 （令和3年） | 西三段目50枚目 0–7        | 西三段目100枚目 3–4     | 東序二段22枚目 4–3      | 東序二段3枚目 5–2           | 東三段目70枚目 4–3      | 西三段目51枚目 3–4          |
| 2022年 （令和4年） | 西三段目65枚目 2–5        | 西三段目83枚目 3–4      | 西序二段13枚目 3–4      | 東序二段34枚目 5–2          | 東三段目87枚目 4–3      | 東三段目67枚目 3–4          |
| 2023年 （令和5年） | 東三段目82枚目 2–5        | 西序二段21枚目 3–4      | 西序二段46枚目 5–2      | 東序二段6枚目 2–5           | 東序二段45枚目 4–3      | 西序二段19枚目 4–3          |
| 2024年 （令和6年） | 西三段目89枚目 3–4        | 西序二段13枚目 3–4      | 東序二段38枚目 4–3      | 西序二段14枚目 2–5          | 西序二段49枚目 5–2      | 東序二段13枚目 3–4          |
| 2025年 （令和7年） | 東序二段48枚目 5–2        | 東序二段10枚目 4–3      | 東三段目71枚目 1–6      | 西序二段30枚目 3–4          | x                       | x                           |
| 各欄の数字は、「勝ち-負け-休場」を示す。 優勝 引退 休場 十両 幕下 三賞：敢=敢闘賞、殊=殊勲賞、技=技能賞 その他：★=金星 番付階級：幕内 - 十両 - 幕下 - 三段目 - 序二段 - 序ノ口 幕内序列：横綱 - 大関 - 関脇 - 小結 - 前頭（「#数字」は各位内の序列） |                           |                         |                         |                             |                         |                             |

## 四股名履歴
- 山崎 豊（やまさき ゆたか） 1997年3月場所 - 2010年1月場所
- 武蔵海 豊（むさしうみ - ） 2010年3月場所 -